# Sous le soleil de Satan
Sous le soleil de Satan is een Franse dramafilm uit 1987 onder regie van Maurice Pialat. De film is gebaseerd op de gelijknamige roman uit 1926 van de Franse auteur Georges Bernanos. Pialat won met deze film de Gouden Palm op het Filmfestival van Cannes.

## Verhaal
De jonge pastoor Donissan twijfelt aan zijn geloof. Wanneer hij de 16-jarige Mouchette ontmoet, ontfermt hij zich over haar. Zij is de minnares van een getrouwd politicus, maar ze is zwanger van iemand anders. Omdat die man weigerde er met haar vandoor te gaan, heeft ze hem vermoord. Donissan tracht Mouchette te bekeren.

## Rolverdeling
| Acteur            | Personage     |
| ----------------- | ------------- |
| Gérard Depardieu  | Donissan      |
| Sandrine Bonnaire | Mouchette     |
| Maurice Pialat    | Menou-Segrais |
| Alain Artur       | Cadignan      |
| Yann Dedet        | Gallet        |